# Nicolai Klindt
Nicolai Klindt (ur. 29 grudnia 1988 w Outrup) – duński żużlowiec.

## Życiorys
Karierę rozpoczął od startów na miniżużlu. Licencję w żużlu klasycznym uzyskał w 2004 roku. Największym sukcesem Klindta jest mistrzostwo Danii juniorów zdobyte w 2006. Ponadto rok wcześniej zdobył ze swoją drużyną brązowy medal Drużynowych Mistrzostw Danii, z drużyną Danii dwukrotnie brązowy medal Drużynowych Mistrzostw Świata Juniorów, oraz drugie miejsce w Superpucharze Danii.
W sezonie 2006 zadebiutował w lidze polskiej – występuje w barwach WTS Atlas Wrocław. Ponadto startuje w lidze duńskiej, angielskiej i szwedzkiej. W sezonie 2008 reprezentował barwy ZKŻ Zielona Góra, w 2009 – Klub Motorowy Ostrów Wielkopolski, w 2010 – RKM Rybnik, w 2011 – SK Lokomotīve Dyneburg, w 2012–2013 – WTS Wrocław, w 2014 – Stal Rzeszów, w 2016 Włókniarza Częstochowa, a od 2018 do 2022 TŻ Ostrovię Ostrów Wielkopolski, z której był wypożyczany: w 2020 do Stali Gorzów, a w 2022 do ROW-u Rybnik. W latach 2023-2024 był zawodnikiem Wybrzeża Gdańsk, w którym był kapitanem. Na sezon 2025 podpisał kontrakt warszawski w TŻ Ostrovii.
W ostatnim roku młodzieżowca zajął 6. miejsce z 10 pkt w Indywidualnych Mistrzostwach Świata Juniorów.

## Przynależność klubowa

### Dania
- Region Varde (2004)
- Fredericia (2005)
- Region Varde (2006-2008)
- Holsted Tigers (2009)
- Region Varde (2010)
- Holsted Tigers (2011-2015)
- Grindsted (2016)
- Esbjerg Vikings (2017)
- Holsted Tigers (2018-2019)
- SES (2021-2023)
- Region Varde (2024-)

#### Polska
- WTS Wrocław (2006–2007)
- ZKŻ Zielona Góra (2008)
- KM Ostrów (2009)
- RKM Rybnik (2010)
- SK Lokomotīve Dyneburg (Łotwa, 2011)
- WTS Wrocław (2012–2013)
- Stal Rzeszów (2014)
- Orzeł Łódź (2015)
- Włókniarz Częstochowa (2016)
- Wanda Kraków (2017)
- TŻ Ostrovia (2018–2022)
  - Stal Gorzów Wielkopolski (2020, wyp.)
  - ROW Rybnik (2022, wyp.)
- Wybrzeże Gdańsk (2023-2024)
- TŻ Ostrovia - kontrakt warszawski (2025)
- Texom Stal Rzeszów (2025)

Wielka Brytania
- Wolverhampton Wolves (2008–2010)
- Swindon Robins (2011)
- Wolverhampton Wolves (2012)
- King's Lynn Stars (2013)
- Peterborough Panthers (2013)
- Scunthorpe Scorpions (2013–2014)
- Swindon Robins (2014)
- Sheffield Tigers (2015)
- Scunthorpe Scorpions (2016)
- Leicester Lions (2016)
- Poole Pirates (2017–2019)
- Workington Comets (2018)
- King's Lynn Stars (2022-2023)
- Oxford Cheetahs (2024)
- King's Lynn Stars (2025-)

Szwecja
- Vastervik Speedway (2012)
- Vetlanda Speedway (2015)
- Indianerna Kumla (2017)
- Vastervik Speedway (2018)
- Lejonen Gislaved (2019–2021)
- Dackarna Malilla (2022)

## Osiągnięcia
| Sezon | Miejsce   | Msc | Pkt                                          | Biegi                                        |       |
| ----- | --------- | --- | -------------------------------------------- | -------------------------------------------- | ----- |
| 2005  | Pardubice | 3   | 5                                            | (2,1,2,t)                                    | Dania |
| 2006  | Rybnik    | 3   | 12                                           | (2,2,2,1,3,2)                                | Dania |
| 2007  | Abensberg | 5   | 2. miejsce w półfinale 8 punktów (2,2,3,0,1) | 2. miejsce w półfinale 8 punktów (2,2,3,0,1) | Dania |

- Brązowy medalista Drużynowych Mistrzostw Danii (2005)
- Brązowy medalista Drużynowych Mistrzostw Świata Juniorów na żużlu (2005) i (2006)
- Złoty medal Indywidualny Mistrz Europy Juniorów U-19 (2007)
- Indywidualny Mistrz Danii Juniorów U19 (2006)
- Indywidualny Mistrz Danii Juniorów (2006)
- Brązowy medal MMPPK (2006)
- Złoty medal DMP 2006
- Indywidualny Vice Mistrz Danii Seniorów (2020)